# Mount Pleasant (Michigan)
Mount Pleasant – miasto w Stanach Zjednoczonych, w stanie Michigan, na Półwyspie Dolnym (region Central), siedziba administracyjna hrabstwa Isabella.

## Miasta partnerskie
- Valdivia